# 広島市立井口小学校
広島市立井口小学校（ひろしましりつ　いのくちしょうがっこう）は、広島県広島市西区井口にある公立小学校。

## 概要
1873年に協心舎として現在の場所に開校。1956年に広島市に合併されるまでの所在地は井口村 (広島県)。
グラウンドが龍神山と隣接しており、生徒はその山の一部区画で遊ぶことができる。

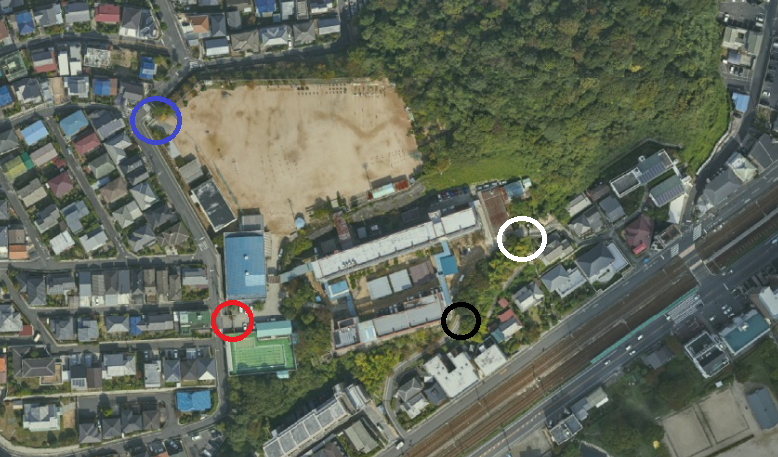
広島市立井口小学校の空撮写真と門の位置を示す印

## 沿革

### 年表
- 明治６年８月 - ８月１日に協心舎として開校。
- 明治９年２月 - 上等，中等，下等科を置く。
- 明治４１年３月 - 新築移転。
- 大正７年 - 井口尋常高等小学校へ改名。
- 昭和１６年 - 井口国民学校へ改名。
- 昭和２２年 - 井口村立井口小学校へ改名。
- 昭和２８年 - 校舎増築。
- 昭和３１年 - 広島市立井口小学校へ改名。
- 昭和４２年 - 上グラウンド新設。
- 昭和４３年 - プール新設。
- 昭和４５年 - 南校舎新築。
- 昭和４８年 - 北校舎新築。
- 昭和４９年 - 北校舎増築。
- 昭和５５年 - 北校舎，給食室新設。
- 昭和５７年 - 北校舎増築。
- 平成５年 - プール落成。
- 平成１１年 - コンピュータルーム新築。
- 平成１５年 - 校内LAN工事完了。
- 平成２２年 - 大型デジタルテレビ配置。
- 平成２４年 - 耐震化工事。
- 平成２５年 - エアコン設置。
- 平成２７年 - 下グラウンドにプレハブ増築。
- 平成２９年 - 新プレハブ増築。
- 令和元年 - 上グラウンドにプレハブ増築。
- 令和３年 - タブレット端末配備，電子黒板設置，校内Wi-Fi設置。
- 令和４年 - 上グラウンドにプレハブ増築。下グラウンドのプレハブ解体。

## 学区
井口一丁目・井口二丁目・井口三丁目・井口四丁目・井口五丁目、井口鈴が台一丁目・井口鈴が台二丁目・井口鈴が台三丁目
卒業生は広島市立井口中学校に進学する。

## 所在地
- 広島県広島市西区井口二丁目13-1
- 広島電鉄宮島線井口駅より徒歩4分
- JR山陽本線新井口駅より徒歩15分

## 著名な出身者
- 野津田岳人（サッカー選手）